# АЭС Шинон
АЭС Шинон (фр. Centrale nucléaire de Chinon) — действующая атомная электростанция в центральной части Франции в регионе Центр — Долина Луары.
АЭС расположена на берегу реки Луара на территории коммуны Авуан в департаменте Эндр и Луара в 21 км на восток от города Сомюр.
На станции было построено семь реакторов. Из них 3 энергоблока с газоохлаждаемыми реакторами UNGG (англ. Uranium Naturel Graphite Gaz) закрыты (в 1-м энергоблоке сейчас расположен музей атомной энергетики). В эксплуатации, в данный момент, находятся четыре блока с реакторами с водой под давлением (PWR) разработки Framatome мощностью по 905 МВт. На станции используется четыре градирни, которые были построены с целью не допущения блокирования устья Луары.
АЭС Шинон производит приблизительно 6 % от общего потребления электричества Франции.
В ночь на  10 февраля 2024 на третьем энергоблоке АЭС, за пределами ядерной зоны, начался пожар. Причиной возгорания стал по неизвестным причинам вспыхнувший трансформатор. Была приостановлена работа двух энергоблоков.

## Энергоблоки
| Энергоблок | Тип реакторов | Мощность | Мощность | Начало строительства | Физпуск    | Подключение к сети | Ввод в эксплуатацию | Закрытие   |
| Энергоблок | Тип реакторов | Чистый   | Брутто   | Начало строительства | Физпуск    | Подключение к сети | Ввод в эксплуатацию | Закрытие   |
| ---------- | ------------- | -------- | -------- | -------------------- | ---------- | ------------------ | ------------------- | ---------- |
| Шинон-А-1  | GCR, UNGG     | 70 МВт   | 80 МВт   | 01.02.1957           | 16.09.1962 | 14.06.1963         | 01.02.1964          | 16.04.1973 |
| Шинон-А-2  | GCR, UNGG     | 180 МВт  | 230 МВт  | 01.08.1959           | 17.08.1964 | 24.02.1965         | 24.02.1965          | 14.06.1985 |
| Шинон-А-3  | GCR, UNGG     | 360 МВт  | 480 МВт  | 01.03.1961           | 01.03.1966 | 04.08.1966         | 04.08.1966          | 15.06.1990 |
| Шинон-В-1  | PWR, CP2      | 905 МВт  | 954 МВт  | 01.03.1977           | 28.10.1982 | 30.11.1982         | 01.02.1984          | —          |
| Шинон-В-2  | PWR, CP2      | 905 МВт  | 954 МВт  | 01.03.1977           | 23.09.1983 | 29.11.1983         | 01.08.1984          | —          |
| Шинон-В-3  | PWR, CP2      | 905 МВт  | 954 МВт  | 01.10.1980           | 18.09.1986 | 20.10.1986         | 04.03.1987          | —          |
| Шинон-В-4  | PWR, CP2      | 905 МВт  | 954 МВт  | 01.02.1981           | 13.10.1987 | 14.11.1987         | 01.04.1988          | —          |